# Kaliloka
Kaliloka is een bestuurslaag in het regentschap Brebes van de provincie Midden-Java, Indonesië. Kaliloka telt 3541 inwoners (volkstelling 2010).